# Ні Шицюнь
Ні Шицюнь (кит. спр. 倪诗群; нар. 26 лютого 1997, Шанхай) — китайська шахістка, гросмейстер серед жінок (2015).
Її рейтинг станом на березень 2020 року — 2389 (73-тє місце у світі, 12-те — серед шахісток Китаю).

## Біографія
У липні 2015 року поділила 2-ге місце з Чжай Мо на зональному турнірі Китаю (перемогла майбутня чемпіонка світу Тань Чжун'ї) й кваліфікувалася на чемпіонат світу серед жінок 2017 у Тегерані. У жовтні того ж року в Пекіні перемогла на чемпіонаті Азії серед університетів. У 2016 році в Абу-Дабі перемогла на чемпіонаті світу серед університетів.
2017 року в Тегерані успішно дебютувала на чемпіонаті світу, де в першому турі перемогла Ліліт Мкртчян, у другому турі перемогла Валентину Гуніну, в третьому турі була сильнішою за Наталію Погоніну і тільки у чвертьфіналі програла Олександрі Костенюк.